# Reckmühle

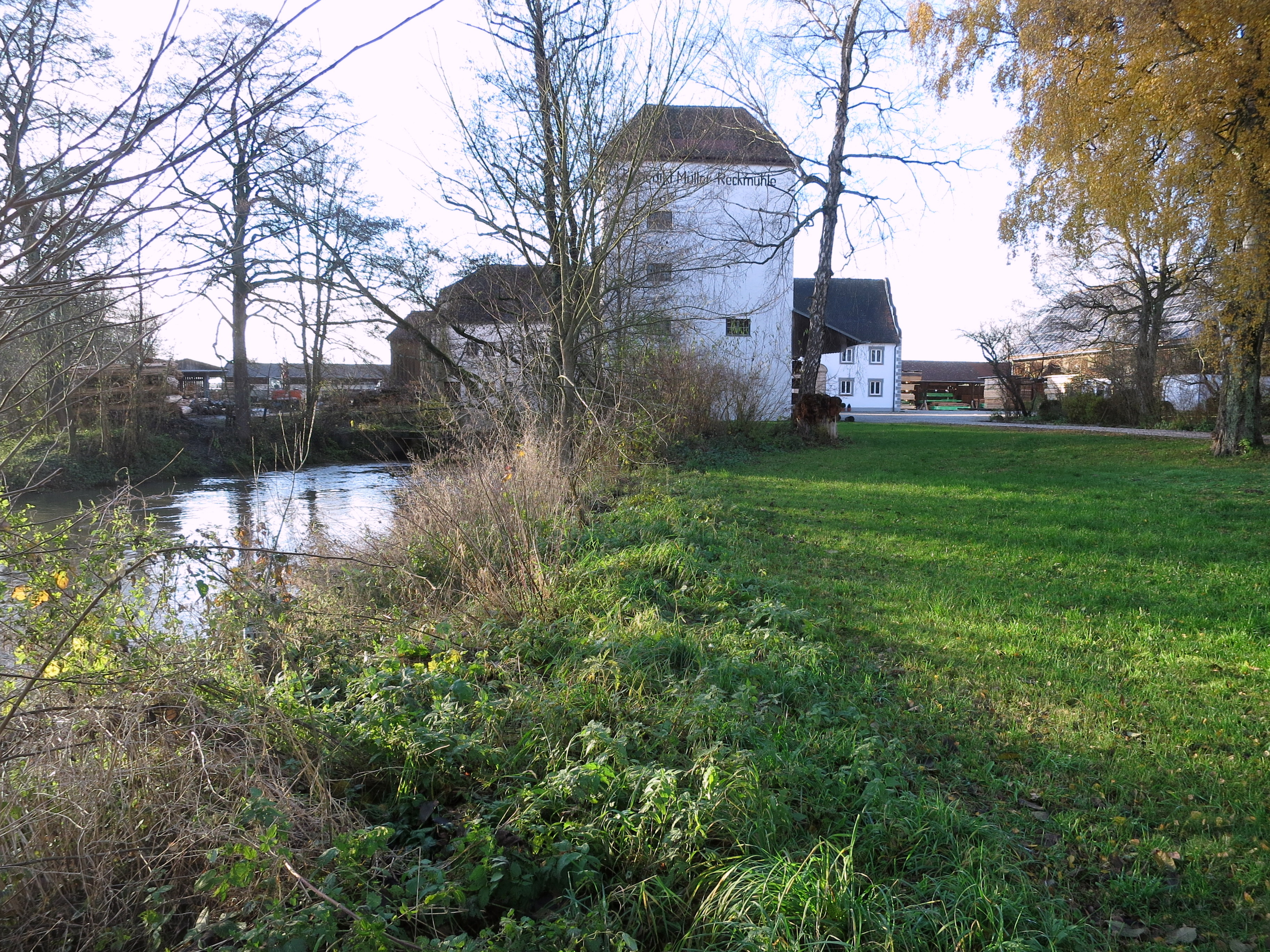
Reckmühle, an der Glonn oberhalb von Allershausen

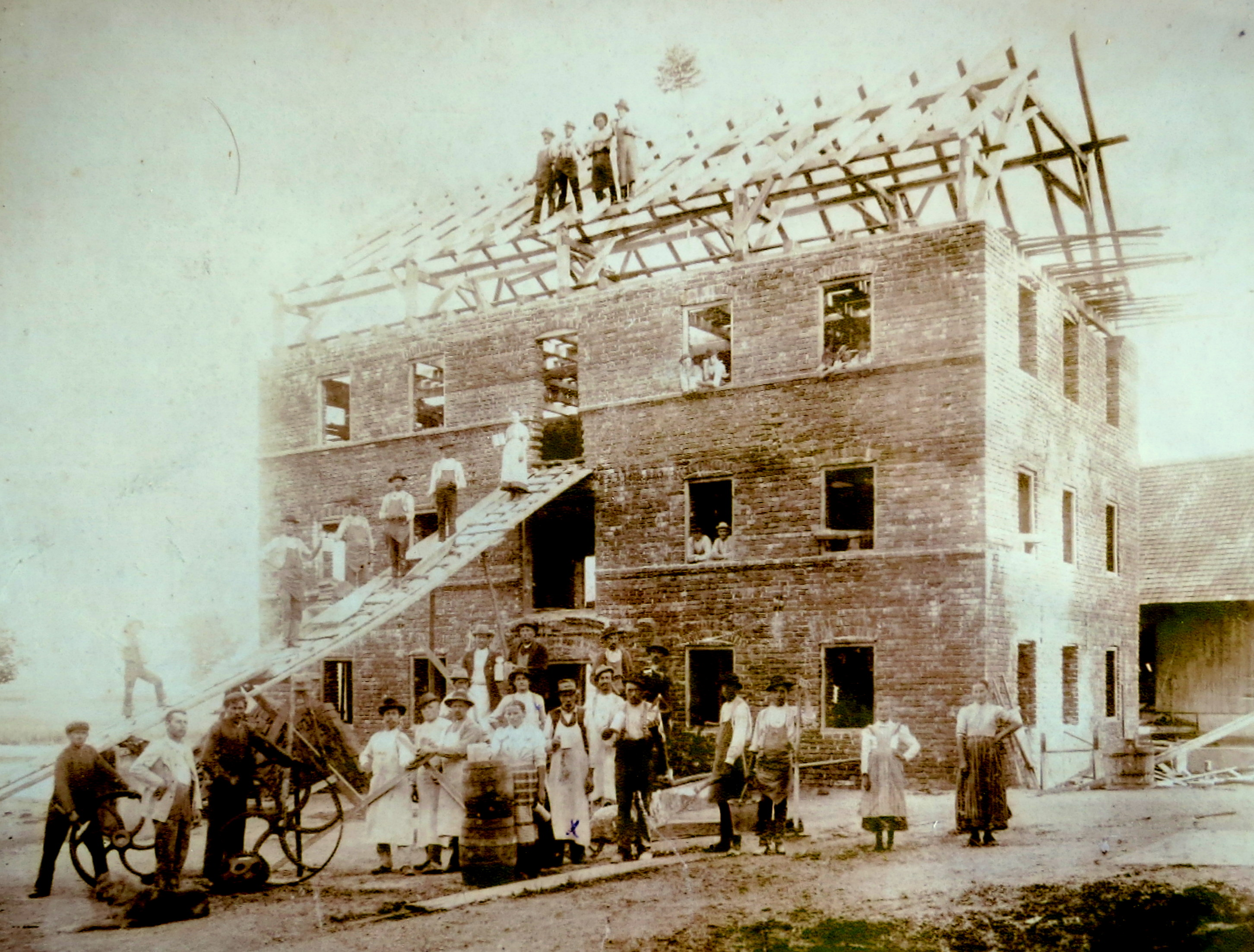
Richtfest um 1900 am Mühlengebäude

Die Reckmühle – ein alter Mühlenstandort in der Gemeinde Allershausen im Landkreis Freising – ist heutzutage keine Mahlmühle mehr, sondern ein Wasserkraftwerk mit Sägewerk und damit verbundener Holzhandlung. Der Standort an der Glonn – etwas flussaufwärts von Allershausen – war wohl schon seit dem Mittelalter mit einer Mühle besetzt. 2017 ist die Familie Müller seit 200 Jahren im Besitz des Mühlenanwesens, das ein geschütztes Baudenkmal ist. Die Herkunft der Mühlenbesitzer – also der Müllerfamilie mit dem Namen Müller – lässt sich bis ins 17. Jahrhundert zurückverfolgen.

## Geschichte

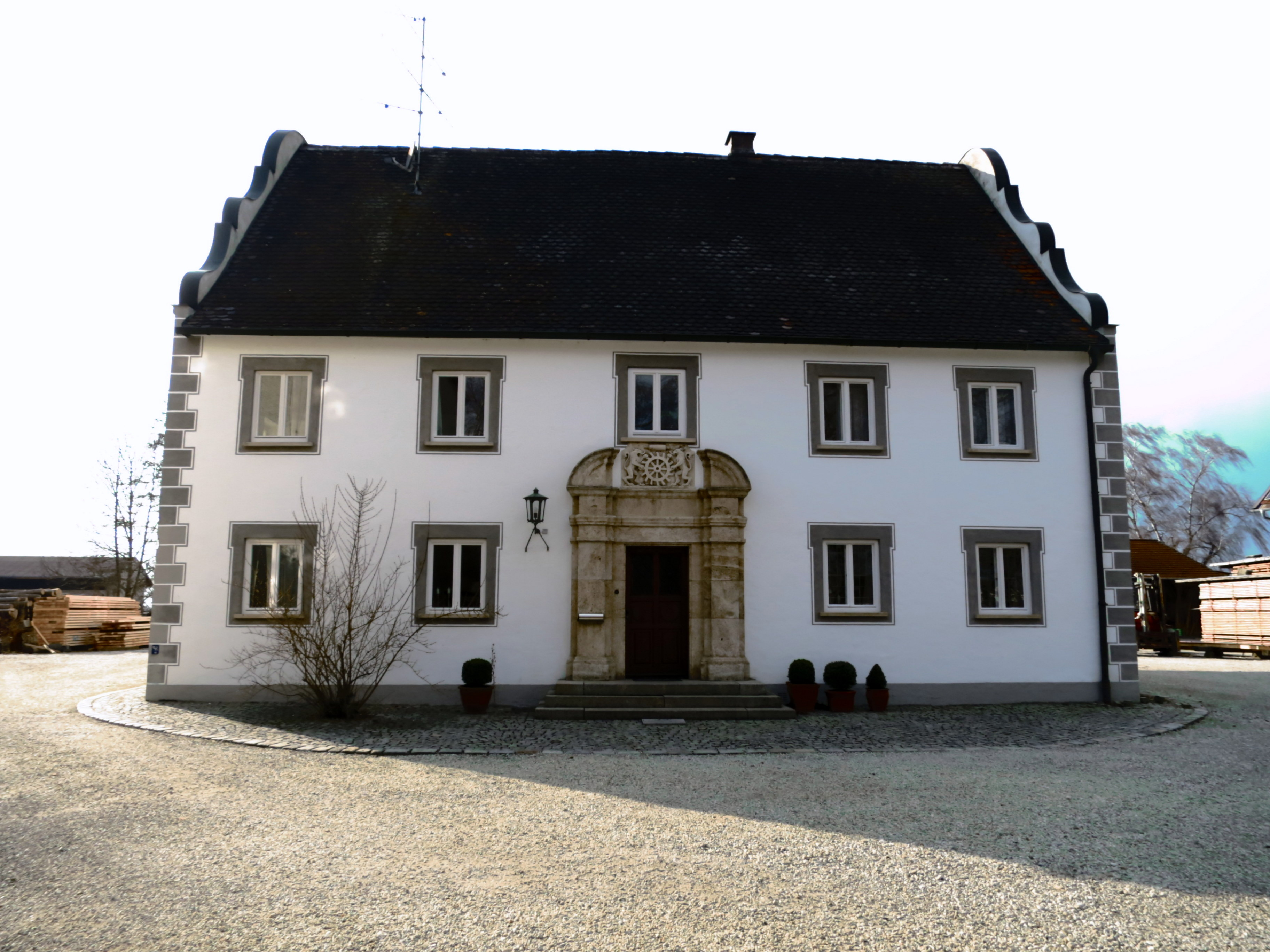
Reckmühle, Wohnhaus von 1646 mit neu gestaltetem Portal von 1950

Schon im Jahr 843 wurde eine Mühle zu Ried (Reodesen ad Adalhareshusen), das später Hanried genannt wurde, als Schenkung an das Hochstift Freising urkundlich erwähnt. Damit ist aber vermutlich die 1933 von den Amperwerken Elektrizitätsaktiengesellschaft München erworbene Mühle gemeint (Haus Nr. 34, Kienberger Str. 9 in Allershausen selbst), die seit 1927 der Witwe Kreszenz Heinritzi gehörte; sie wurde 1996 von der Isar-Amperwerke AG komplett abgerissen.
Aber auch die Reckmühle in Oberallershausen (Haus Nr. 20) gibt es vermutlich schon seit dem Mittelalter. Im Dreißigjährigen Krieg wurde die Mühle 1632 von den Schweden niedergebrannt und erst 1646 wieder in barockem Stil aufgebaut. Der Dachstuhl des heute noch bestehenden Wohngebäudes zeigt diese Jahreszahl. Auch äußerlich deutet der barocke Schweifgiebel auf diese Epoche hin. Die Reckmühle gehörte zur Hofmark Weihenstephan, welche ja mit der Säkularisation in den Jahren 1802/03 aufgelöst wurde. Alle Besitzungen des Klosters gingen an den bayerischen Staat oder wurden an private Besitzer verkauft.

### Besitzer im 17./18. Jahrhundert
- Um 1668 Martin Preitenaicher, Wirt, kauft die neu erbaute Mühle vom Grundherrn um 2.200 Gulden
- 1669, 6. Juni: Georg Gschwendner durch Heirat der Witwe Preitenaicher
- 1717, 29. November: Martin Gschwendner, durch Übernahme vom Vater, heiratet Katharina Scheyrl
- 1746, 4. Februar: Katharina Gschwendner heiratet Johann Aumiller
- 1791, 21. Januar: Sohn Johann Georg Aumüller übernimmt vom Vater und heiratet Magdalena Bachmayer

### Besitzer im 19./20. Jahrhundert

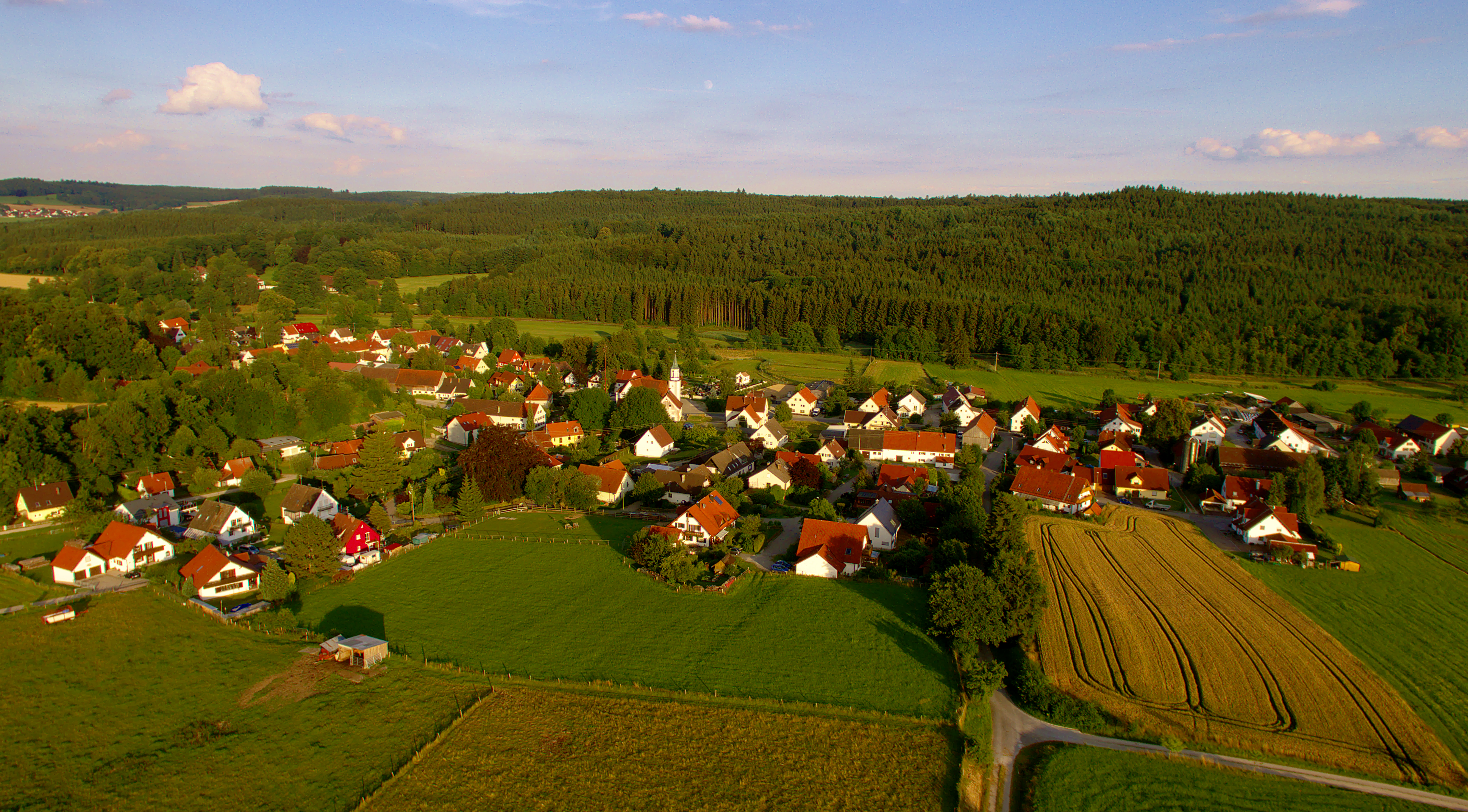
Wollmetshofen – Leonhardt Müller aus Horgau kaufte dort 1683 die Mühle

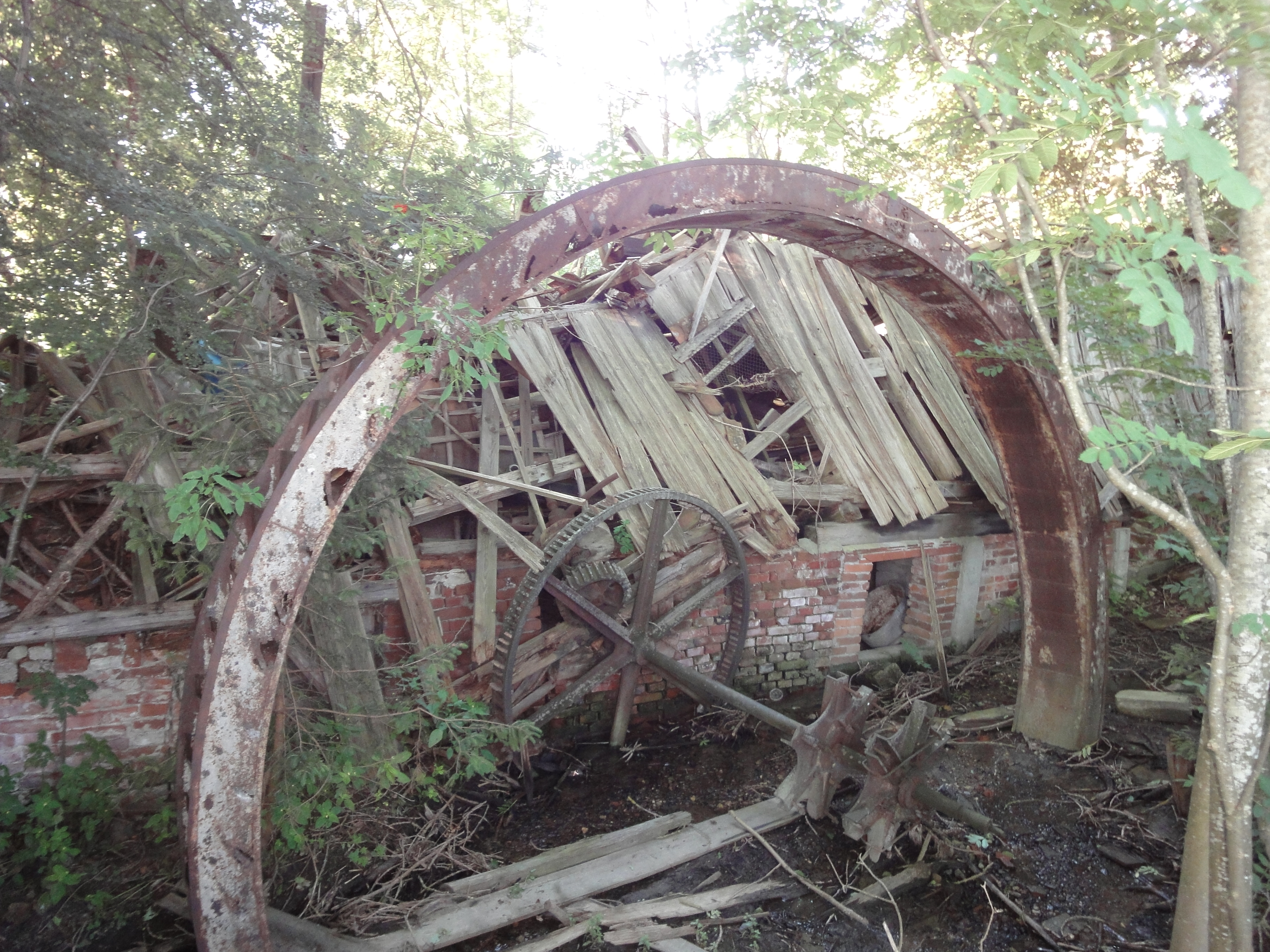
Sägmühle Horgau – so sah dieses ehemalige Baudenkmal 2012 aus

- 1809, 13. April: Ignaz Enzinger aus Schwaig heiratete Magdalena Aumüller, die Witwe von Johann Georg Aumüller
- Frühjahr 1817: Tausch des Benedikt Müller gehörenden Wirtshaus-Anwesens in Helfenbrunn mit der Reckmühle des Ignaz Enzinger.[1]

Der Witwer Benedikt Müller erwarb somit die heruntergekommene Mühle und heiratete am 30. Mai 1817 Maria Wildgruber aus Hörgenbach, Landgericht Dachau. Seitdem blieb die Reckmühle im Eigentum dieser Familie Müller.
Benedikt Müller (* 15. März 1776) hatte schon mit 16 Jahren als Obermüller in Palzing gearbeitet, dann um 1800 das Wirtshaus in Helfenbrunn, einem Ortsteil von Kirchdorf an der Amper, gekauft und in erster Ehe die Wirtstochter Magdalena Gschwendner aus Tünzhausen geheiratet, die 1817 verstarb und ihn als Witwer mit zwei Kindern zurückließ.

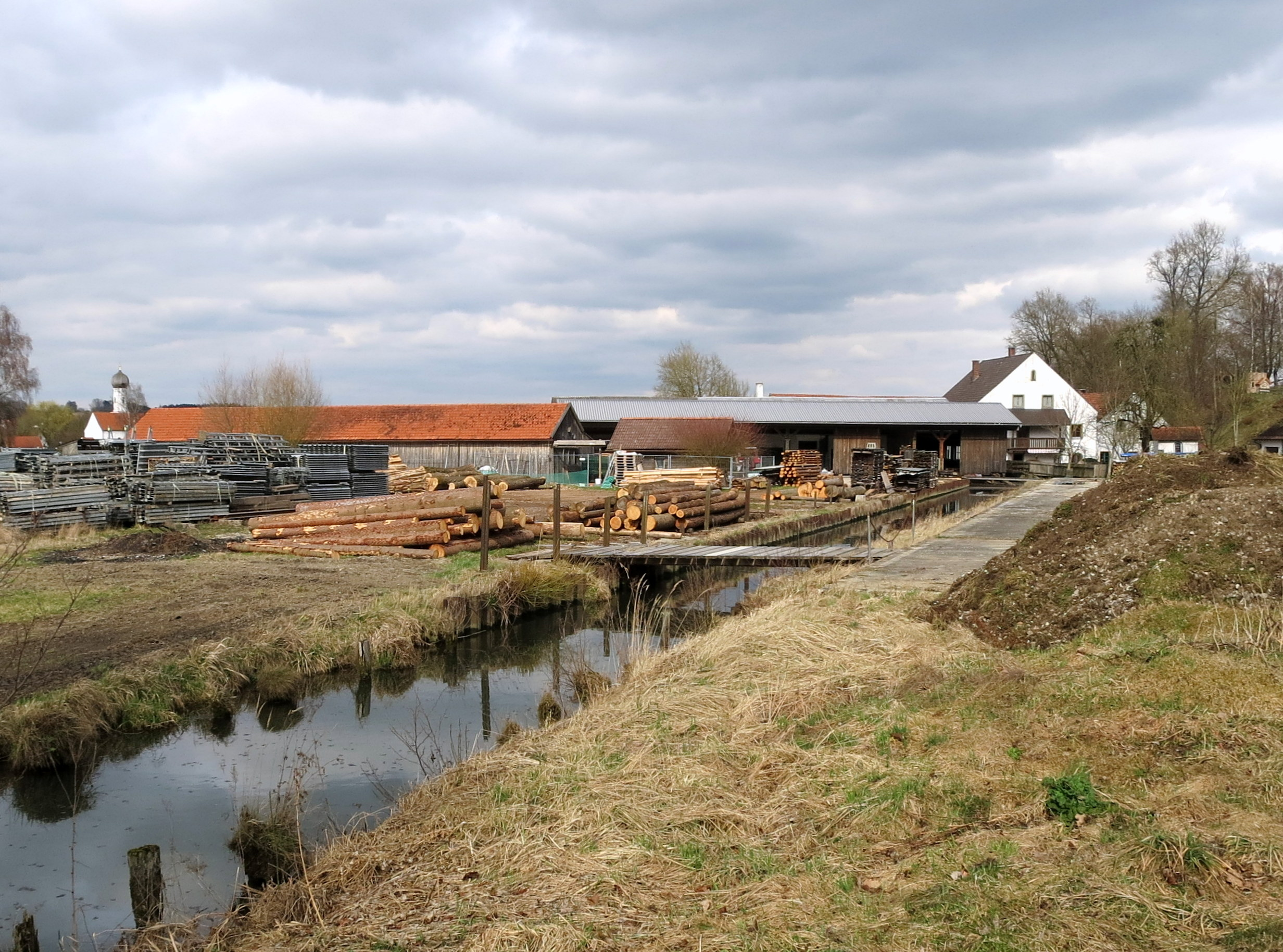
Die Mühle in Oberhausen, wo der erste Benedikt Müller herkommt
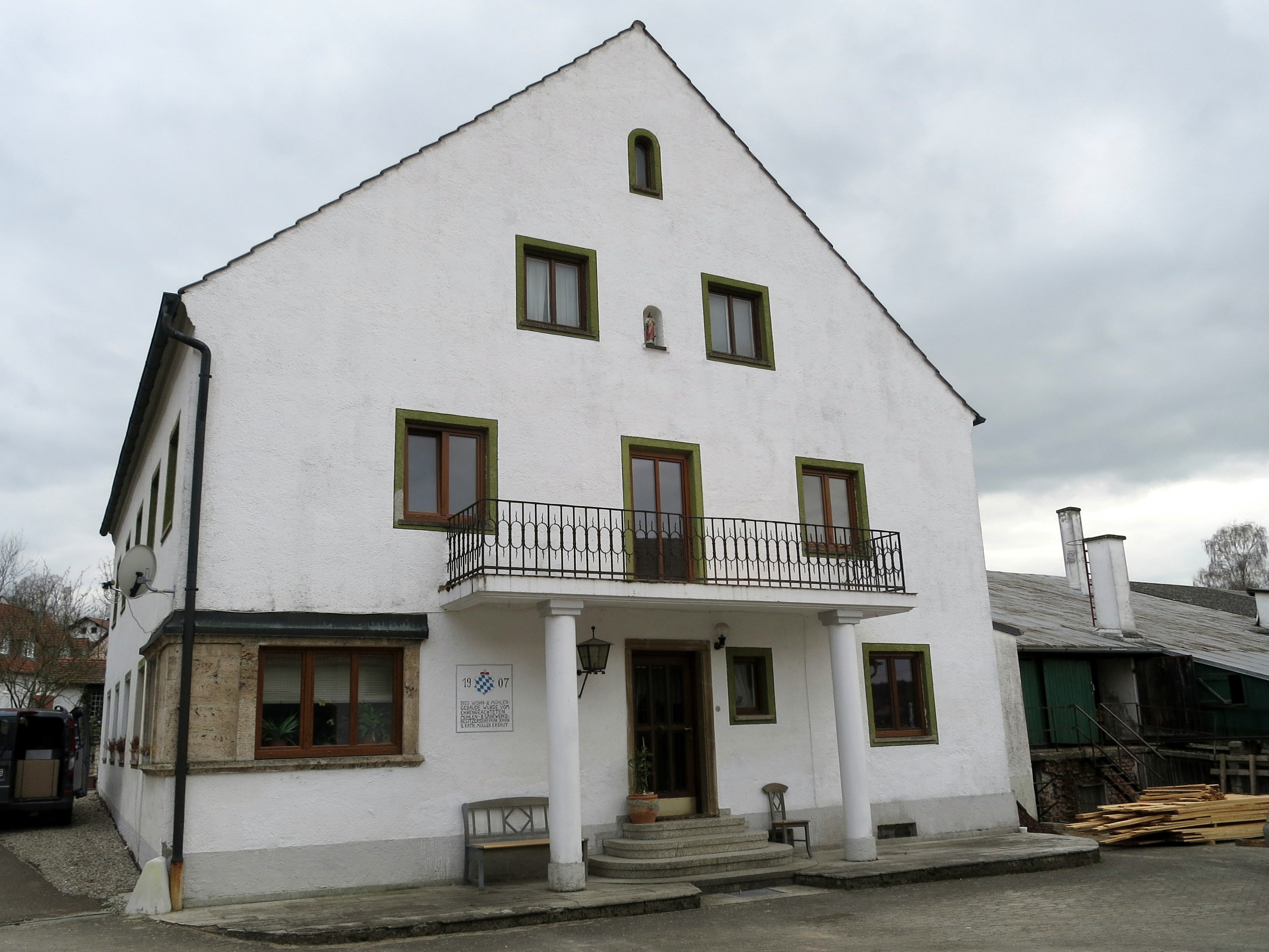
Das Wohnhaus des Müllers ist heute vermietet
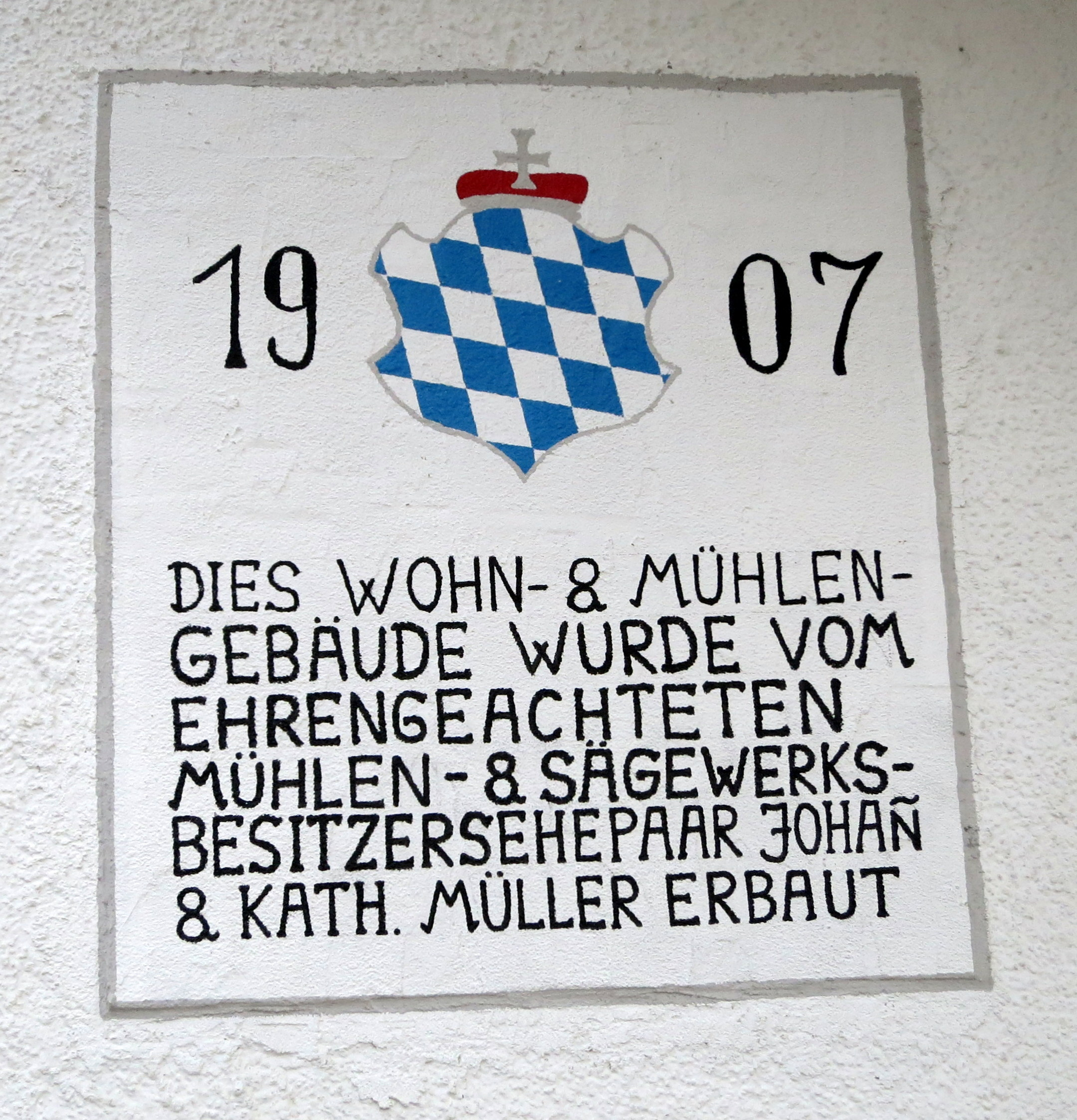
Schon 1907 war es keine reine Mahlmühle mehr
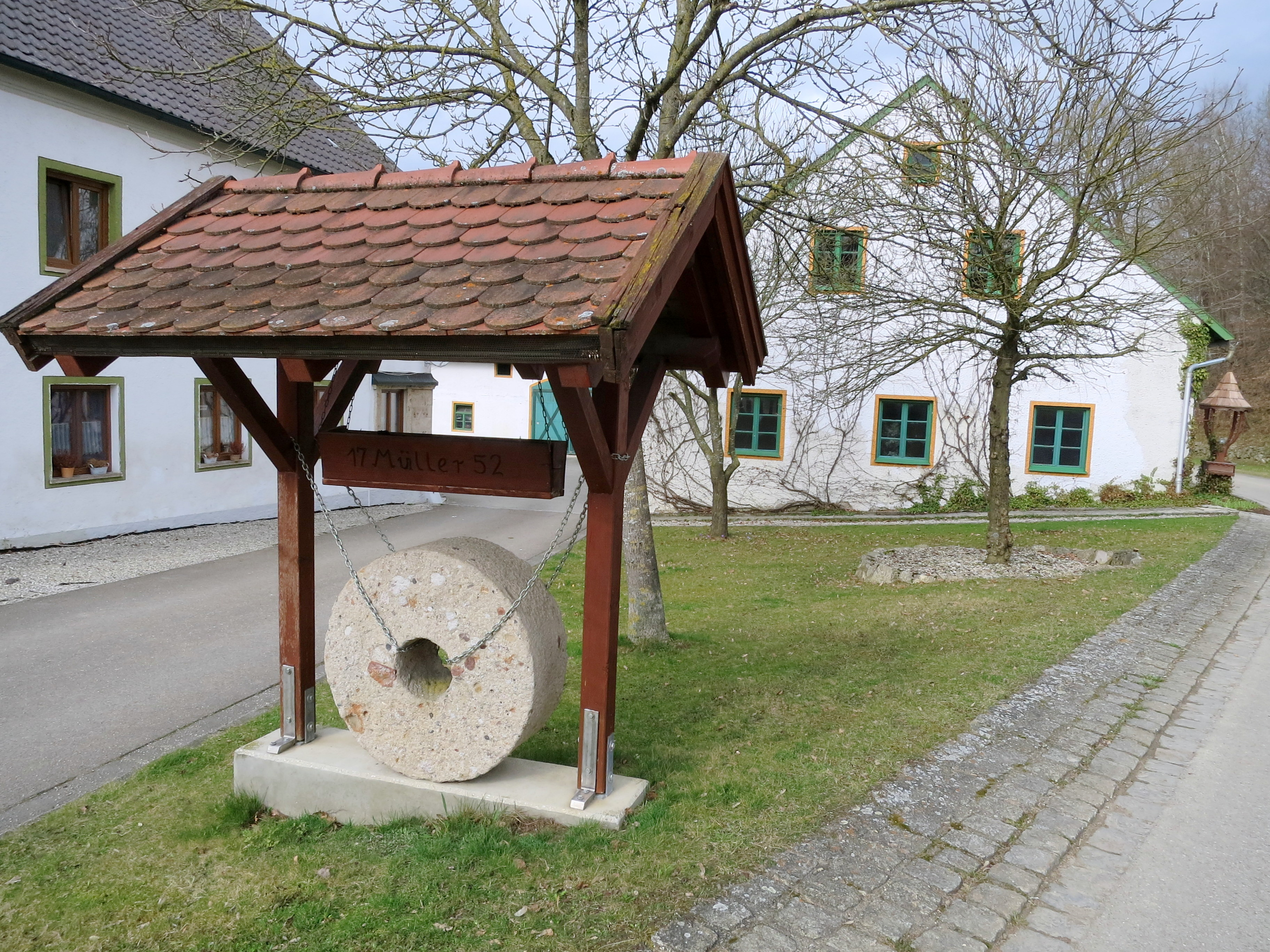
Der Mahlstein ist heute eine Erinnerung an 1752

### Vorfahren des ersten Benedikt Müller
Benedikt Müller stammte aus einer Müllerfamilie in Oberhausen an der Ilm (heute Ortsteil von Petershausen), welche die dortige Mühle seit 1752 innehat. Der Großvater von Benedikt Müller, Johann Müller, hatte in dieses Mühlenanwesen eingeheiratet, er nahm nämlich Maria, die Witwe des verstorbenen Müllers Philipp Parth, zur Frau.
Johann Müller kam aus Wollmetshofen an der Schmutter, wo seine Vorfahren südwestlich von Augsburg schon seit 1683 als Müller ansässig waren, als ein Leonhardt Müller aus Horgau die Mühle gekauft hatte.

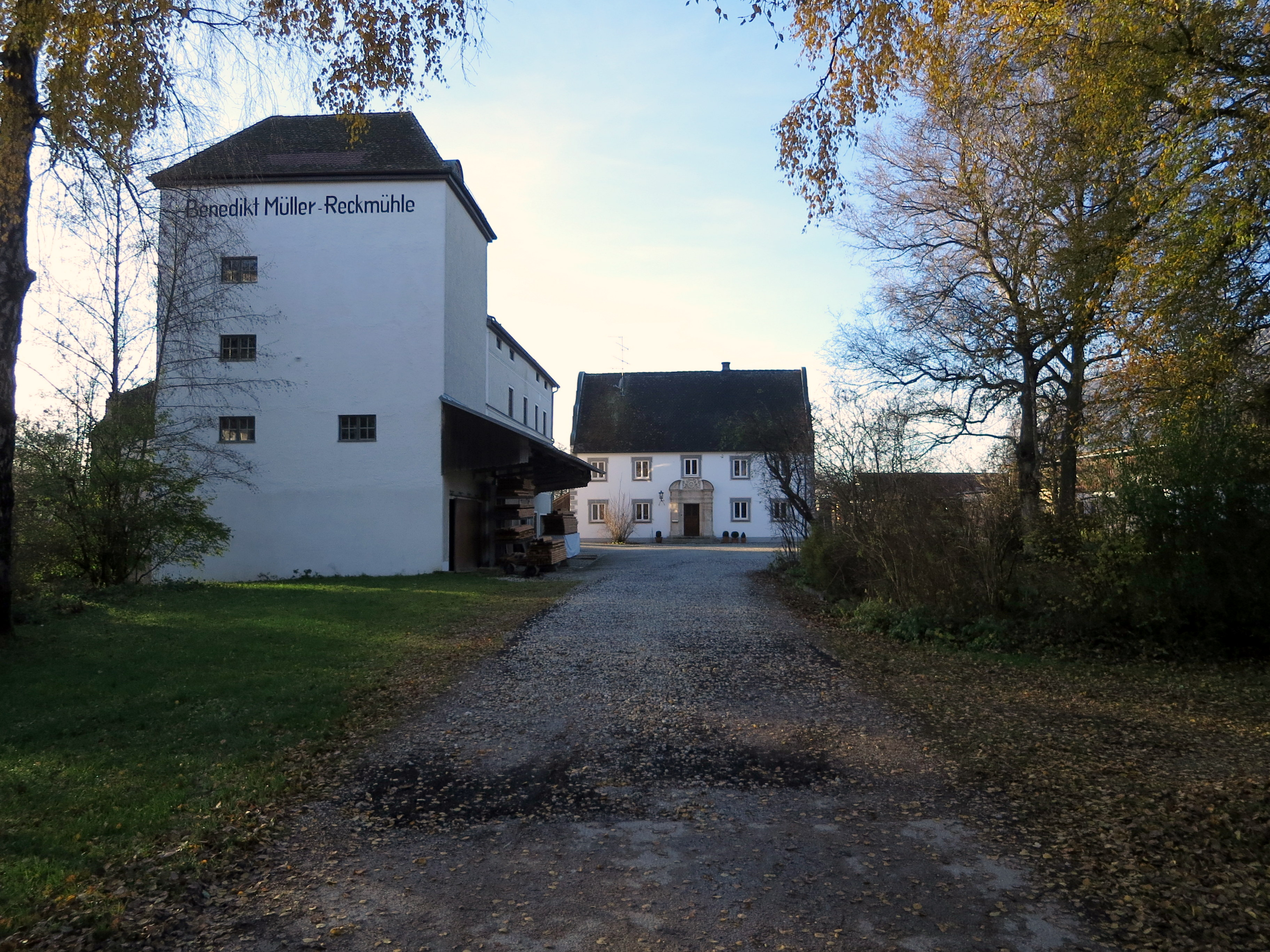
Zufahrt durch die Birkenallee
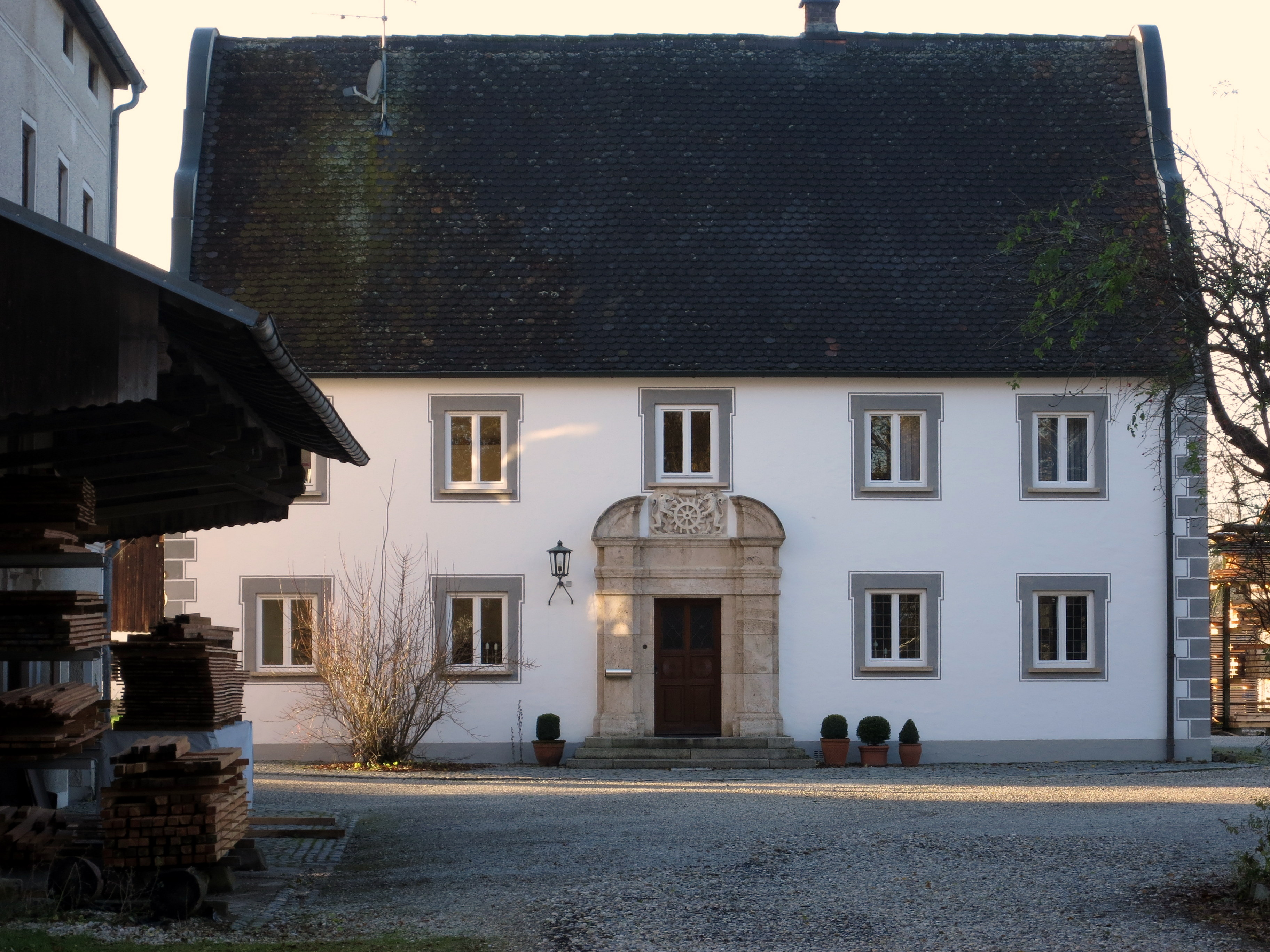
Müllerhaus und links das Mühlengebäude
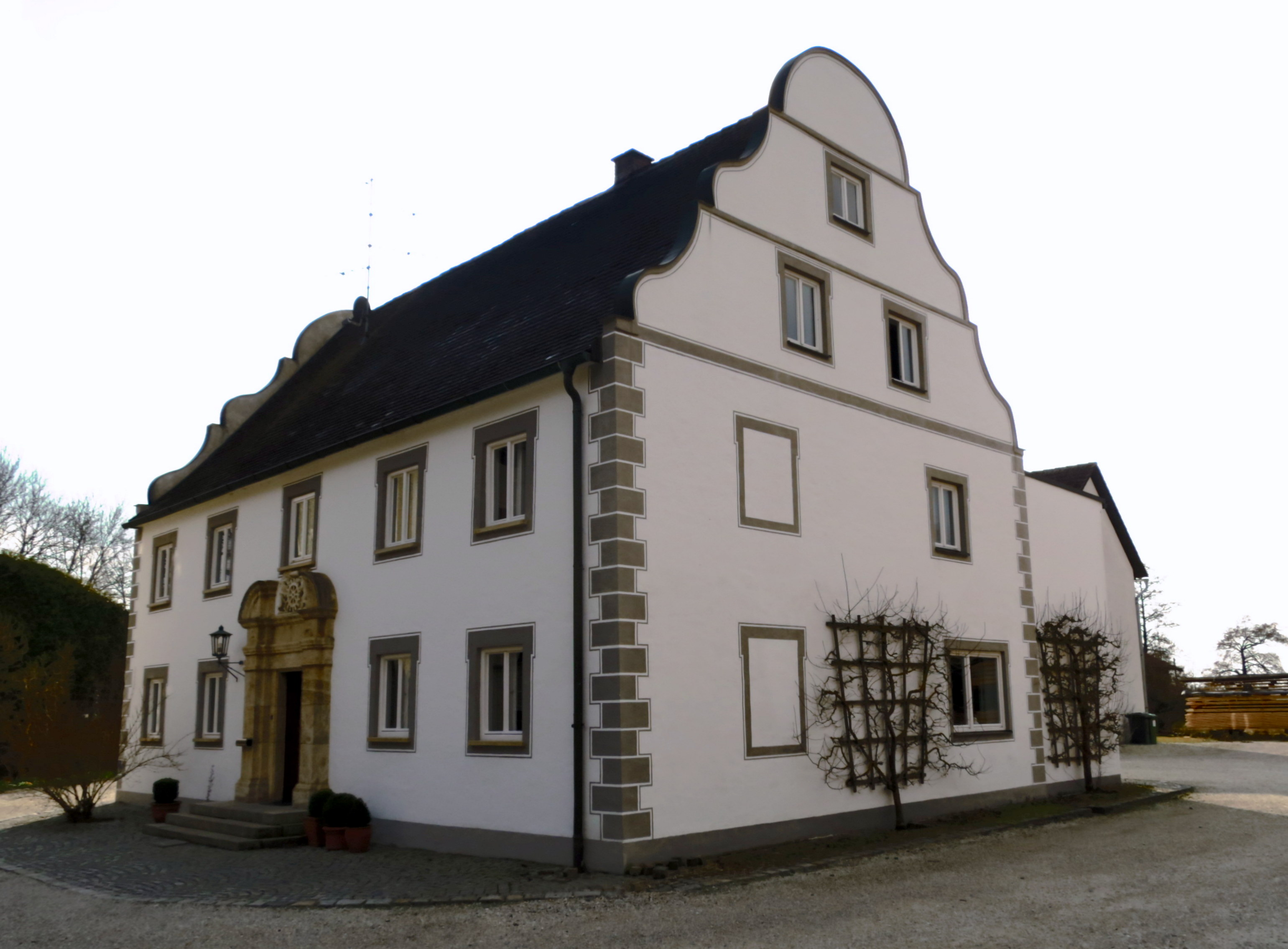
Das Wohngebäude der Familie Müller
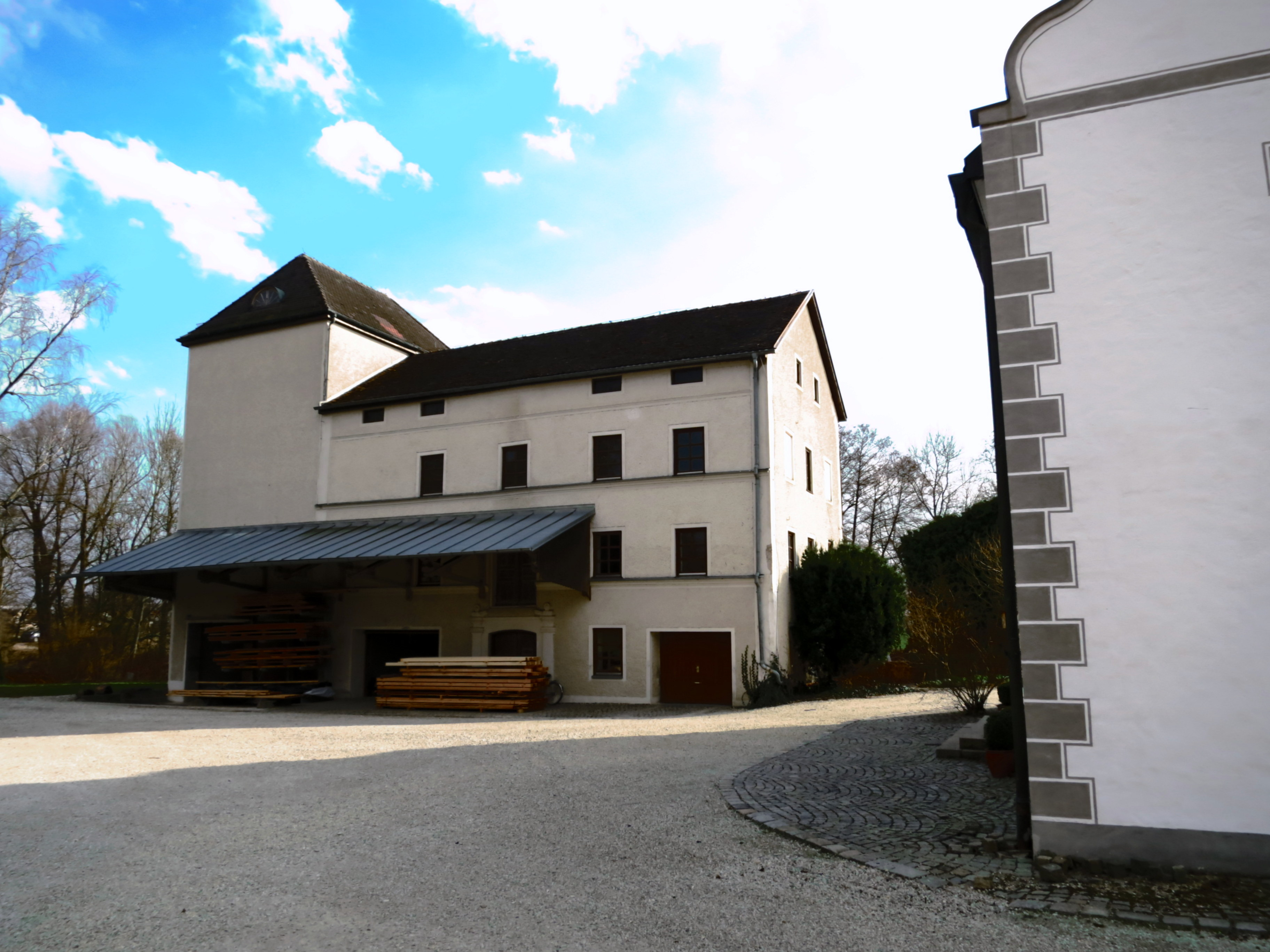
Das Mühlengebäude mit dem Turbinenhaus
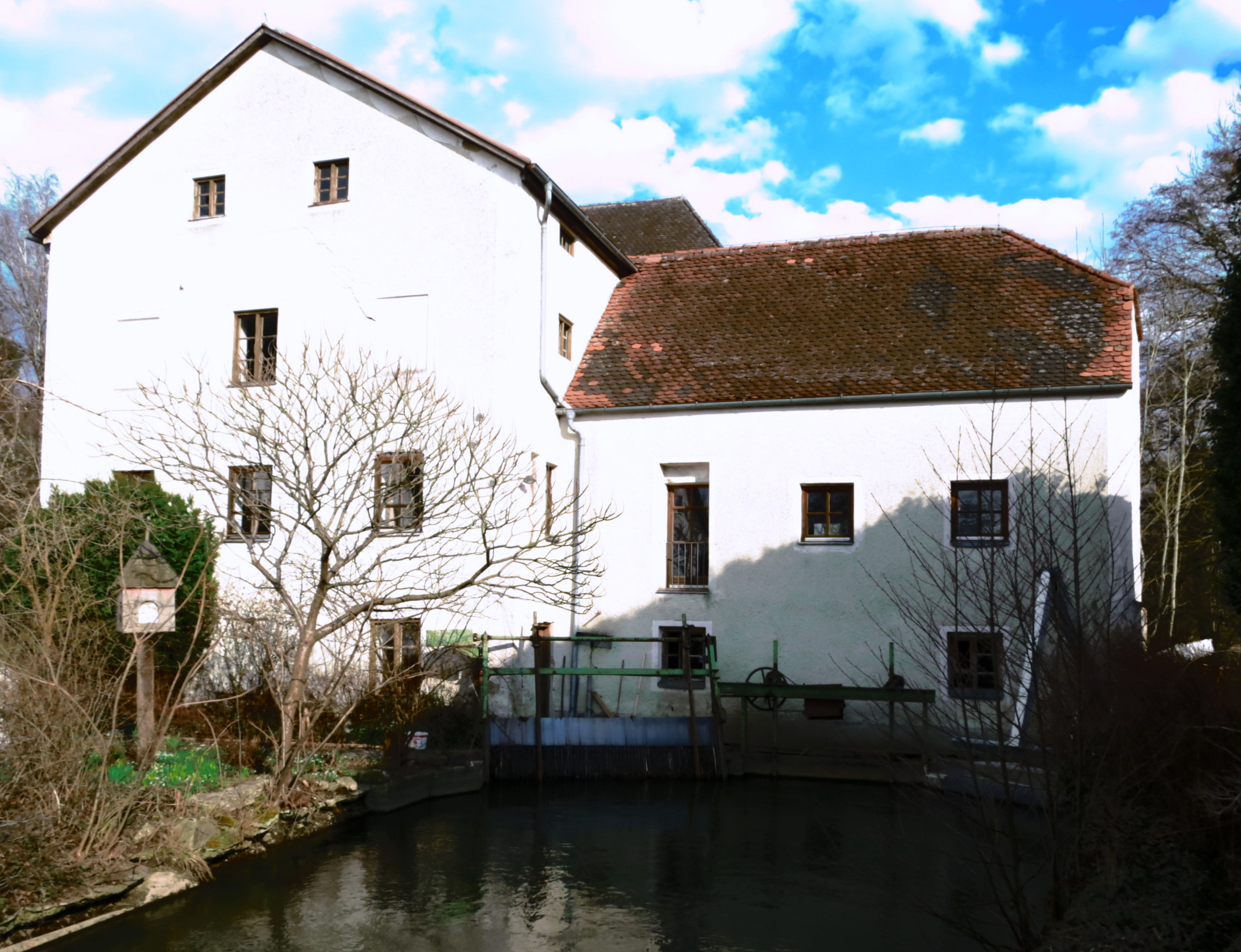
Die Einläufe zu den Turbinen des Kraftwerks
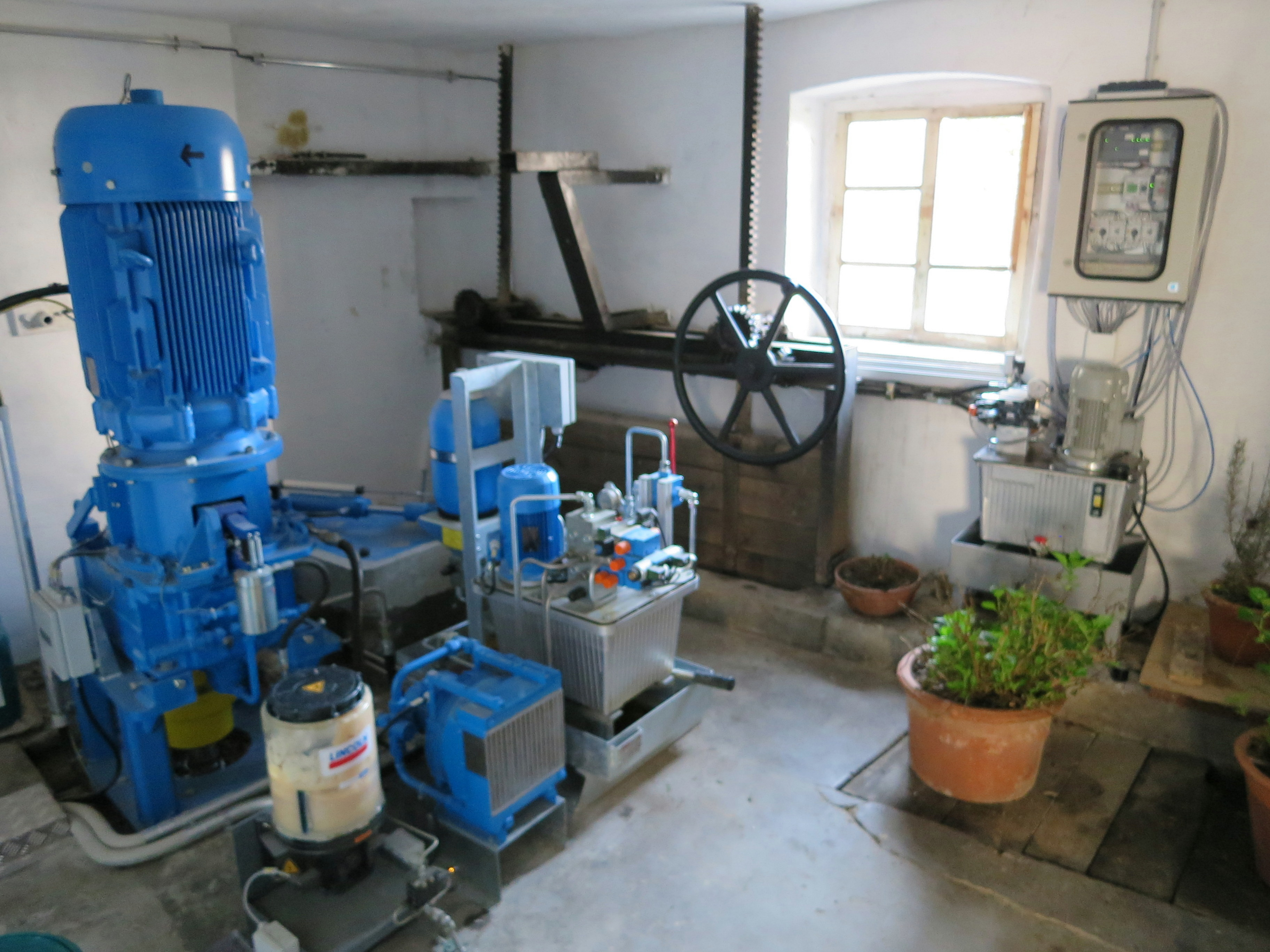
Der neue Generator im Kraftwerk
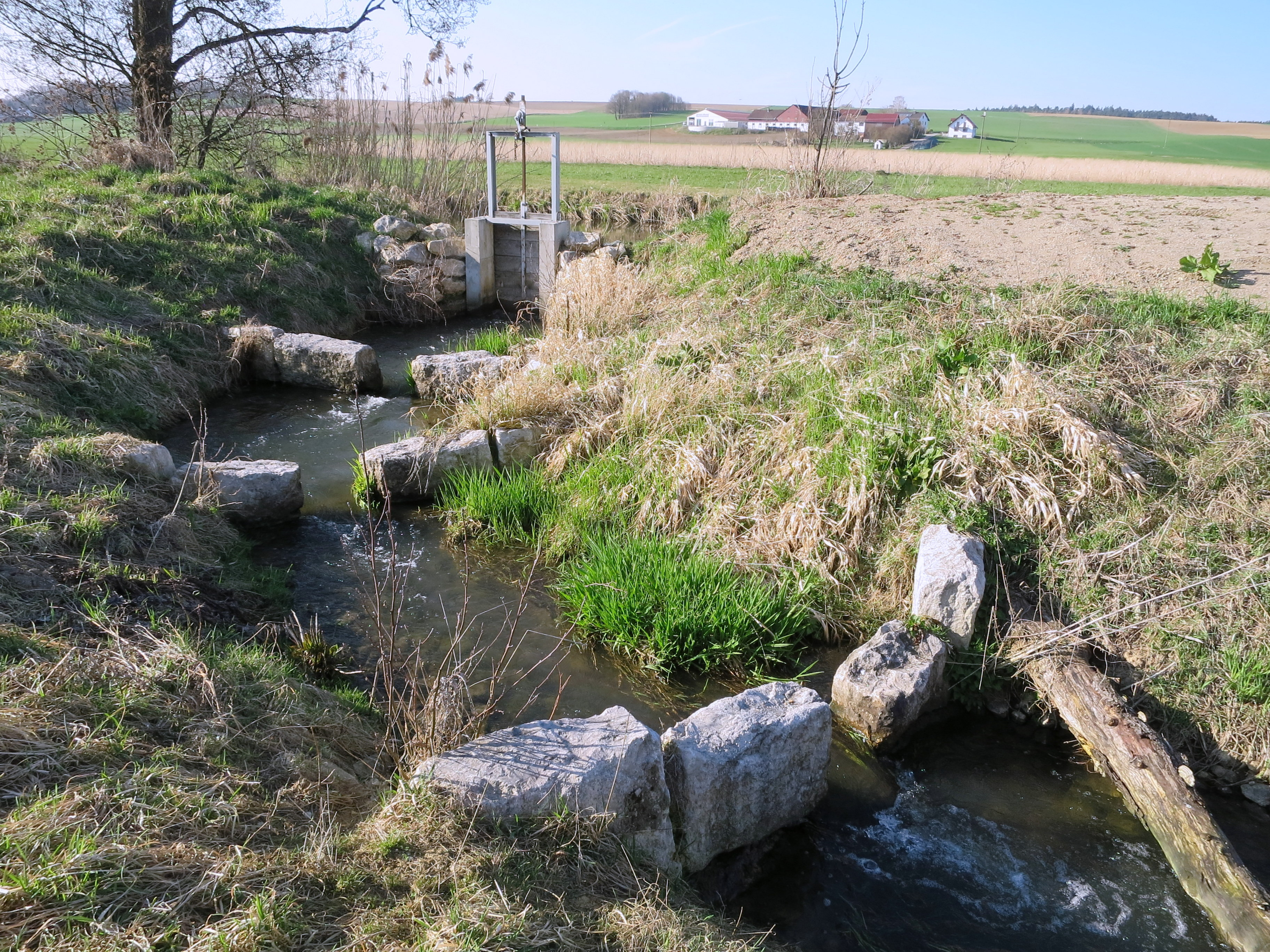
Die ökologisch vorbildliche Fischtreppe

## Funktionswandel der Mühle

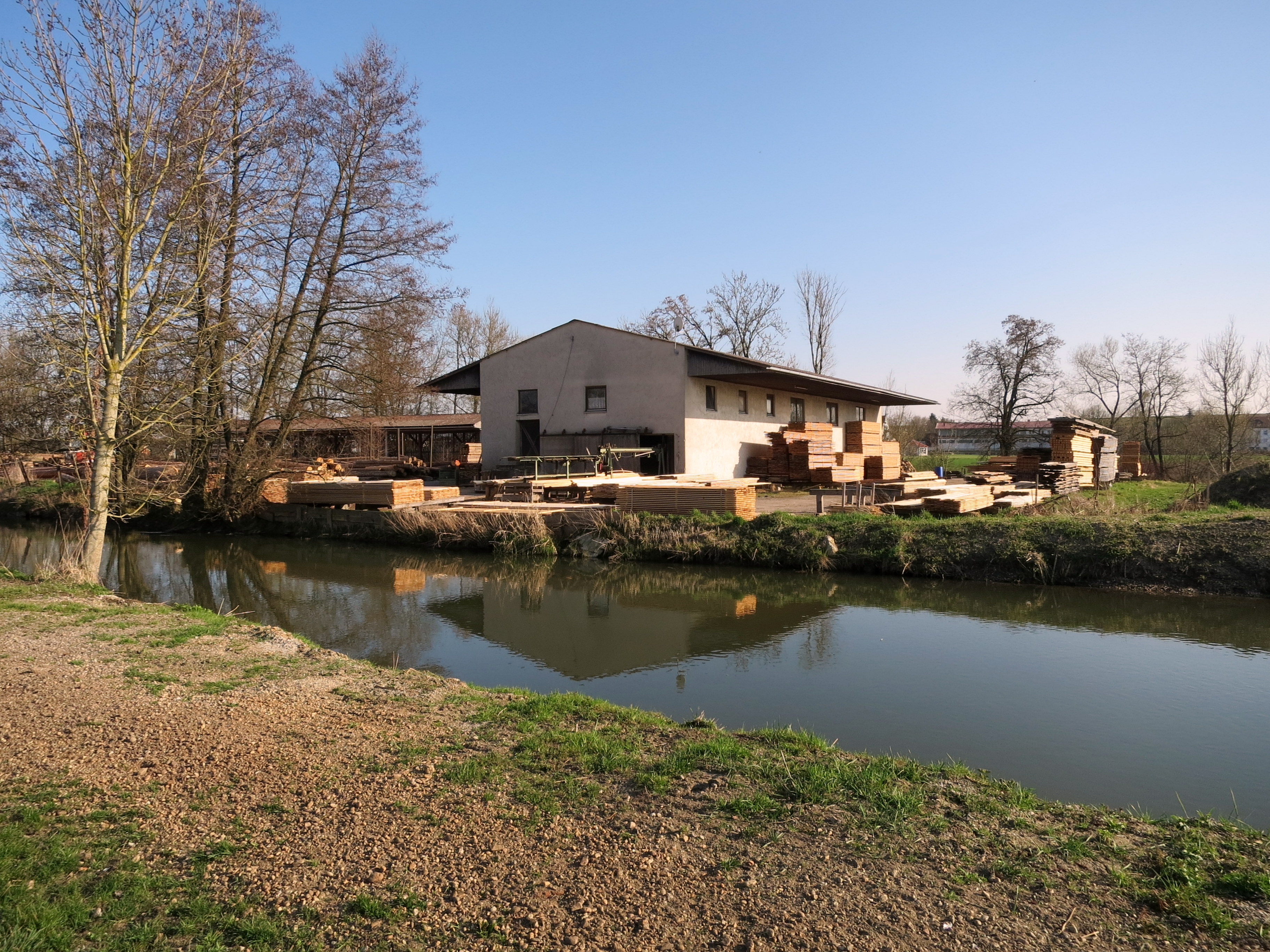
Die neue Sägehalle

Das Mühlenanwesen, das der erste Benedikt Müller wieder zu Beginn des 19. Jahrhunderts zur Blüte gebracht hatte, war bis in die zweite Hälfte des 20. Jahrhunderts auch immer ein Bauernhof mit Gesinde, Tierhaltung und Privatwald. Nach dem Zweiten Weltkrieg begann seit ca. 1960 das „Mühlensterben“ des 20. Jahrhunderts, das sogar staatlich gefördert wurde und die kleinen Mahlmühlen gegen Entschädigungszahlungen zum Aufhören verpflichtete. In der Reckmühle wurde – da sich die Landwirtschaft als wenig ertragreich erwies – der Betrieb zuerst auf Turbinenantrieb umgestellt und später in eine reine Sägemühle mit Holzhandel verwandelt. Heutzutage kann das Kraftwerk des Mühlenanwesens den Betrieb fast vollständig mit eigener Energie versorgen, eine zweite Turbine sorgt zusammen mit einer Photovoltaikanlage dafür. Eine Hackschnitzelheizung ist geplant. Als ökologische Erfordernis musste eine Fischtreppe das mehr Energie erzeugende Kraftwerk ergänzen. Heutzutage muss ein solcher Betrieb, der Natur, Kultur und Wirtschaft in Einklang bringen soll, professionell gemanagt werden. Ohne die genauen Kenntnisse der Betriebswirtschaftslehre kommt der derzeitige geschäftsführende Müller nicht mehr aus.

## Geschütztes Baudenkmal
Das zweigeschossige Wohnhaus mit Schweifgiebel von 1656 und kunstvollem Portal, das um 1950 neu gestaltet wurde, ist denkmalgeschützt. Dazu gehört die Sägemühle, ein mehrgeschossiger Satteldachbau mit Putzgliederungen und Turm, der Ende des 19. Jahrhunderts erstellt worden war. Beide Bauwerke sind ein geschütztes Baudenkmal mit der Aktennummer D-1-78-113-19 des Bayerischen Landesamtes für Denkmalpflege.

## Fischtreppe

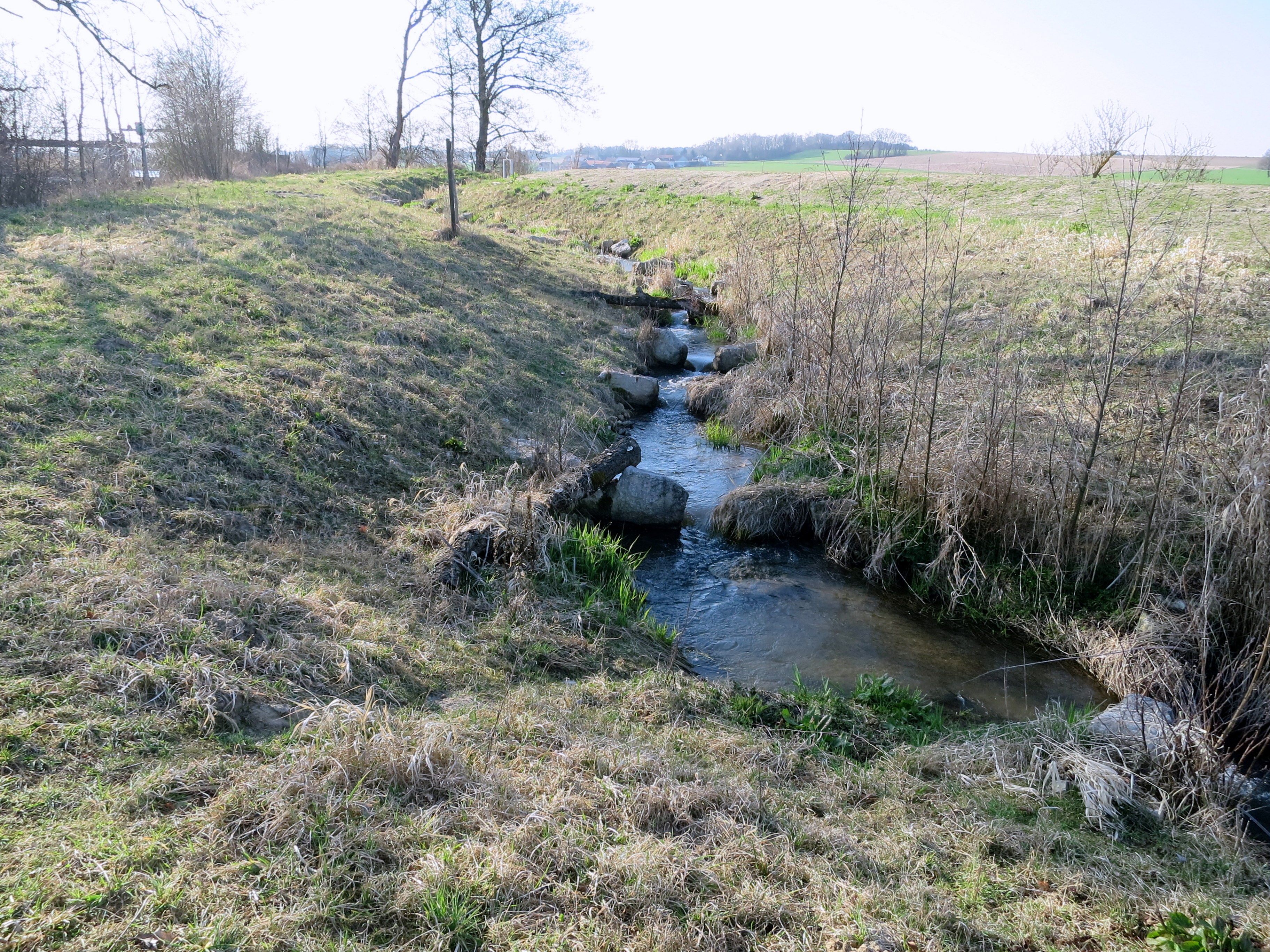
Die Fischtreppe als neuer Bachlauf

2013 wurde quer durch die „Mühleninsel“ eine vorbildlich in die Natur eingefügte Fischtreppe eingebaut, damit die Fische – ohne von der stromerzeugenden Turbine verletzt oder getötet zu werden – vom Mühlkanal in die Glonn und weiter in die Amper und wieder zurück gelangen können. Da die Gewässer ihre Wasserqualität verbessert haben und wieder mehr Fische enthalten, sind solche Wanderhilfen an allen Kraftwerken nötig.